# Farshid Bagheri
Farshid Bagheri (tiếng Ba Tư: فرشید باقری); là một tiền vệ bóng đá người Iran hiện tại thi đấu cho the câu lạc bộ Iran Esteghlal ở Iran Pro League.

## Sự nghiệp câu lạc bộ

### Những năm đầu
Bagheri bắt đầu sự nghiệp với Mes Kerman từ cấp độ trẻ. Mùa hè năm 2012 anh gia nhập Etka Gorgan. Anh là một phần của Etka Gorgan trong việc lên chơi tại Azadegan League 2014–15.

### Saba Qom
Anh gia nhập Saba Qom ngày 2 tháng 6 năm 2014 với bản hợp đồng 2 năm. He made debut trước Naft Tehran as ngày 7 tháng 11 năm 2014 thay cho Hossein Badamaki.

### Esteghlal
Ngày 4 tháng 6 năm 2016, anh gia nhập Esteghlal với bản hợp đồng 2 năm.

## Thống kê sự nghiệp câu lạc bộ
Tính đến 9 tháng 5 năm 2017.
| Câu lạc bộ          | Hạng đấu            | Mùa giải            | Giải vô địch | Giải vô địch | Cúp Hazfi | Cúp Hazfi | Châu Á  | Châu Á    | Tổng    | Tổng      |
| Câu lạc bộ          | Hạng đấu            | Mùa giải            | Số trận      | Bàn thắng    | Số trận   | Bàn thắng | Số trận | Bàn thắng | Số trận | Bàn thắng |
| ------------------- | ------------------- | ------------------- | ------------ | ------------ | --------- | --------- | ------- | --------- | ------- | --------- |
| Mes Kerman          | Pro League          | 2010–11             | 1            | 0            | 1         | 0         | –       | –         | 2       | 0         |
| Mes Kerman          | Pro League          | 2011–12             | 0            | 0            | 0         | 0         | –       | –         | 0       | 0         |
| Etka Gorgan         | Hạng đấu 1          | 2012–13             | 13           | 0            | –         | –         | –       | –         | 13      | 0         |
| Saba Qom            | Pro League          | 2014–15             | 14           | 0            | 1         | 0         | –       | –         | 15      | 0         |
| Saba Qom            | Pro League          | 2015–16             | 26           | 2            | 2         | 0         | –       | –         | 28      | 2         |
| Esteghlal           | Pro League          | 2016–17             | 15           | 2            | 4         | 0         | 6       | 0         | 25      | 2         |
| Esteghlal           | Pro League          | 2017–18             | 16           | 0            | 3         | 0         | 6       | 0         | 25      | 0         |
| Tổng cộng sự nghiệp | Tổng cộng sự nghiệp | Tổng cộng sự nghiệp | 85           | 4            | 11        | 0         | 6       | 0         | 102     | 4         |

## Danh hiệu
Esteghlal
- Cúp Hazfi (1): 2017–18